# Claude Le Ber
Claude Le Ber (n. Mont-Saint-Aignan; 7 de junio de 1931-14 de julio de 2016) fue un ciclista francés, profesional entre 1954 y 1958, cuyos mayores éxitos deportivos los obtuvo en la Vuelta a España donde logró 2 victorias de etapa en la edición de 1956.

## Palmarés
1955
- 1 etapa en la Vuelta a Marruecos
- 2 etapas en la Tour de Luxemburgo
- Pleurtuit

1956
- 2 etapas en la Vuelta a España
- París-Limoges

1957
- Draguignan